# Fardella
Fardella község (comune) Olaszország Basilicata régiójában, Potenza megyében.

## Fekvése
Egy, a Sinni folyó völgyére néző domb oldalán épült ki a Pollino Nemzeti Park területén. Határai: Teana, Chiaromonte, Francavilla in Sinni, Episcopia, Carbone, Castronuovo di Sant’Andrea, San Severino Lucano, Latronico és Viggianello.

## Története
A települést a 9-10. században a longobárdok alapították. Nevét Luigi Sanseverino gróf felesége, Maria Fardella után kapta.

## Népessége
A népesség számának alakulása:

## Főbb látnivalói
- Palazzo De Salvo (18. század)
- Sant’Antonio-templom
- Sant’Onofrio-templom
- San Vito-templom